# Пак Сын Хи
Пак Сын Хи (кор. 박승희, 朴勝羲, род. 28 марта 1992 года в Сеуле) — южнокорейская шорт-трекистка, 8-кратная чемпионка мира и двукратная Олимпийская чемпионка и бронзовый призёр 2014 года, 2-кратная бронзовый призёр Олимпийских игр 2010 года, участница зимних Олимпийских игр 2018 года в конькобежном спорте.

## Биография
Пак Сын Хи начала заниматься шорт-треком в возрасте 7-ми лет, во втором классе начальной школы в Сувоне со своей старшей сестрой Пак Сын Джу. Изначально её мама хотела, чтобы дети занималась фигурным катанием, но школы рядом не было, поэтому отдала в школу конькобежного спорта. Два года спустя к ним присоединился младший брат Пак Се Ён. До этого Сын Хи занималась и шорт-треком, и конькобежным спортом, но в 6-м классе начальной школы ей пришлось выбирать между шорт-треком и конькобежным спортом. Она не любила бегать одна, поэтому выбрала шорт-трек. 
В 2006 году, во втором классе средней школы Сохён, в возрасте 14 лет попала в юниорскую сборную, а в 2007 году она выиграла золотую медаль в эстафете на чемпионате мира среди юниоров в Млада Болеславе, а также выиграла серебро в беге на 1000 м и две бронзы, на 1500 м и в общем зачёте. В том же году, на третьем году обучения в средней школе, в возрасте 15 лет, была впервые выбрана в национальную сборную на сезон 2007-08 гг, заняв 3-е место в общем зачёте на национальном отборе.
В 2008 году на чемпионате мира в Канныне стала обладательницей золотой медали в эстафете, а на командном чемпионате мира в Харбине — серебряной медали. Во время учебы в 3-м классе средней школы она участвовала в зимних Олимпийских играх и выиграла бронзовые медали на дистанциях 1500 м и 1000 м соответственно, и была дисквалифицирована с командой в эстафете. После зимних Олимпийских игр 2010 года она перешла из средней школы Квангмун в среднюю школу Сувон и окончила её. 
После окончания средней школы она присоединилась к основателю Cheong в 2010 году вместо того, чтобы поступать в университет. В марте 2010 на чемпионате мира в Софии Пак Сын Хи стала чемпионкой мира в многоборье (завоевав золотые медали на дистанциях 1500 м, выиграла суперфинал 3000 м, а также в эстафете), через неделю на командном чемпионате мира в Бормио завоевала золотую медаль. 
В феврале 2011 года на зимних Азиатских играх в Алмате-Астане она завоевала золотую и две серебряных медали, а в марте на чемпионате мира в Шеффилде выиграла серебряную медаль в беге на 1500 м и золотую медаль на последнем 
чемпионате мира среди команд в Варшаве. В том же году получила травму спины и временно выбыла из соревновании. На чемпионате мира в Дебрецене Пак Сын Хи завоевала золотую медаль на дистанции 1500 м, серебряную на 500 м и серебряную в эстафете. 
На зимних Олимпийских играх в Сочи в феврале 2014 года она вышла в финал на дистанции 500 метров по шорт-треку в группе 1, но вышла последней, когда Элиза Кристи споткнулась, обгоняя её. В результате она упала и повредила колено, снова вставая, и была вынуждена отказаться от бега на 1500 м. Она  всё-таки выиграла бронзовую медаль в беге на 500 метров после дисквалификации Элизы Кристи. Это была первая медаль в женском шорт-треке на 500 м за 16 лет с тех пор, как Чон Ли Гён выиграла бронзовую медаль на зимних Олимпийских играх 1998 года. В эстафете она выиграла свою первую золотую медаль с момента ее олимпийского дебюта, став первым корейским конькобежцем по шорт-треку, завоевавшей медали во всех видах. В женском забеге на 1000 метров, состоявшемся 22 февраля, несмотря на неспортивную игру китаянки Фань Кэсинь, она выиграла свою первую золотую медаль в личном зачете.
После зимних Олимпийских игр приняла участие в национальных зимних играх на дистанции 500 метров и выиграла чемпионат. После она участвовала на чемпионате мира в Монреале и выиграла бег на 500 метров, победив Элизу Кристи. На 1000 м, после Сим Сок Хи, она взяла серебряную медаль, а в беге на 1500 м она взяла бронзовую медаль после Сим Сок Хи и Ким А Лан и заняла 2-е место в общем зачёте. Пак Сын Хи, которая собиралась уйти на пенсию, вернулась с новостью о том, что она перешла на конькобежный спорт. 
В сентябре 2014  Пак Сын Хи поехала в Канаду на тренировки с тренировочной командой длинного трека. Она участвовала в предсезонных соревнованиях, проводившихся на Олимпийском стадионе Калгари, и соревновалась на дистанциях 1000 и 1500 метров, заняв первое место среди участвующих корейских спортсменов и попав в топ-10. Она участвовала с 29 по 31 октября в отборочном турнире национальной сборной 2014/15 года и в чемпионате на дистанциях 500 и 1000 метров и заняла соответственно 6-е и 2-е места. Из-за старой травмы спины она отказалась от участия в национальном чемпионате по спринту, который состоялся 23-24 декабря. 
В январе 2015 года она участвовала в соревнованиях по конькобежному спорту среди женщин на национальных соревнованиях в мужских и женских категориях и заняла первое место в бегах на 500 м и 1000 м. Также на февральских этапах Кубка мира смогла попасть в 20-ку лучших спортсменок на дистанциях 500 и 1000 м, показала для себя вполне удовлетворительный результат за первый сезон на длинной дорожке. 28-29 октября она участвовала в отборочных соревнованиях национальной сборной сезона 2015/16 на дистанциях 500 и 1000 метров и вновь заняла 6-е место в беге на 500 м и второе на 1000 м, финишировав после Ли Сан Хва и была выбрана в национальную сборную второй год подряд. И вновь травма не дала участвовать на чемпионате мира.
Пак Сын Хи отбиралась в конькобежную сборную страны три года подряд. В беге на 500 м на чемпионате мира на отдельных дистанциях, который состоялся 10 февраля 2017 года, она установила личный рекорд - 38,52.Также участвовала в своих вторых зимних Азиатских играх 2017 года, и заняла шестое место в беге на 1000 метров. Пак стала первым корейским конькобежцем, выступившим на дистанции 1000 метров в Олимпийских играх, как в шорт-треке, так и в конькобежном спорте. Кроме того она стала первой Кореянкой, выигравшей золотую медаль в командном спринте Кубка мира по конькобежному спорту, выиграв золотую медаль Кубка мира как в соревнованиях по шорт-треку, так и по конькобежному спорту.
14 февраля 2018 года она соревновалась в беге на 1000 метров на Олимпийских играх в Пхенчхане, которые стали первыми, в которых участвовала в роли конькобежца, и последним событием в её спортивной карьере. Рекорд - 1: 16.11, побив личный лучший свой результат. После этого она объявила о завершении карьеры в интервью и в личной соцсети. 10 мая 2018 года она провела церемонию выхода на пенсию и сказал, что его цель - стать модельером.

## Семья
Её старшая сестра Пак Сын Джу конькобежка, а её младший брат Пак Се Ён также активно занимается шорт-треком. Все трое братьев и сестер были отобраны в национальную сборную на зимних Олимпийских играх 2014 года. Её двоюродный брат Чон Джи ун также активно занимается шорт-треком. Сама Пак Сын Хи вышла замуж в январе 2020 года и является дизайнером сумок, представляет свой бренд. Она принимала участие в развлекательных программах, таких как SBS 'Goal Hitters' и E- канал "Играем в сестру" и дебютировала в качестве комментатора в октябре на Кубке мира по шорт-треку 2021–2022 годов.